# Andasta
Genre
Andasta est un genre d'araignées aranéomorphes de la famille des Theridiosomatidae.

## Distribution
Les espèces de ce genre se rencontrent en Asie du Sud, en Asie du Sud-Est et aux Seychelles.

## Liste des espèces
Selon World Spider Catalog (version 16.0, 04/07/2015) :
- Andasta benoiti (Roberts, 1978)
- Andasta cyclosina Simon, 1901
- Andasta semiargentea Simon, 1895
- Andasta siltte Saaristo, 1996

## Publication originale
- Simon, 1895 : Histoire naturelle des araignées. Paris, vol. 1, p. 761-1084 (texte intégral).